# الهمروت (الملاح)

تعديل مصدري - تعديل

الهمروت هي إحدى قرى عزلة الملاح بمديرية الملاح التابعة لمحافظة لحج، بلغ تعداد سكانها 39 نسمة حسب تعداد اليمن لعام 2004.